# Зеленино (Тульская область)
Зеленино —  деревня в Суворовском районе Тульской области России. 
В рамках административно-территориального устройства является центром Зеленинской сельской территории Суворовского района, в рамках организации местного самоуправления входит в Северо-Западное сельское поселение.
На 1859 год деревня Зеленино Лихвинского уезда Калужской губернии при речке Жерновке располагается по левую сторону Калужского почтового тракта. Население в 20 дворах: 95 мужчин, 93 женщины.

## География
Расположена в 30 км к западу от центра города Тулы и в 17 км к западу от центра города Суворов. Через деревню проходит федеральная автодорога Р-92.
На севере деревни протекает речка Жерновка перед самым впадением в реку Ока.

## Население
| 2002 | 2010 |
| ---- | ---- |
| 103  | ↗175 |